# Ingermanland (1715)
Ingermanland (ros. Ингерманланд, trb. Ingiermanłand) – rosyjski żaglowy okręt liniowy III rangi, wcielony do linii w 1715 roku, flagowy okręt floty rosyjskiej.

## Historia
Okręt został zaprojektowany przez cara Wszechrusi Piotra I. Stępka pod okręt została położona 30 października 1712 roku. Budową kierował Richard Cosenz, angielski szkutnik, od 1700 roku mieszkający i pracujący w Rosji. „Ingermanland” zwodowano 1 maja 1715 roku, w czerwcu tegoż roku wszedł do służby. Nazwa okrętu pojawiła się pierwszy raz we flocie rosyjskiej (następne okręty o tej nazwie budowano w latach 1733, 1752 i 1773 oraz dwa w roku 1843), na cześć ziem leżących przy ujściu Newy, zdobytych od Szwecji w 1703 roku.
W tym samym czasie powstał również bliźniaczy okręt „Ingermanlanda”, liniowiec „Moskwa”.
Niedługo po swym wcieleniu do floty „Ingermanland” został jej okrętem flagowym. Funkcję tę pełnił z niewielkimi przerwami aż do roku 1721, nosząc sztandar Piotra I, mającego we flocie rangę wiceadmirała.
Okręt uczestniczył w działaniach morskich wielkiej wojny północnej, wspierając rosyjskie wojska lądowe, walczące na terytorium Szwecji. W kampanii roku 1716 był okrętem flagowym międzynarodowej eskadry, złożonej z około 70 okrętów rosyjskich, angielskich, holenderskich i duńskich, działającej na Bałtyku w okolicach Bornholmu. Pełnił też zadania krążownicze, działając na szwedzkich liniach komunikacyjnych. Wojna północna zakończyła się ostatecznie podpisaniem pokoju w Nystad, pieczętującego zwycięstwo Rosji. Dla jego uczczenia na redzie Petersburga odbyła się wielka parada floty, w której „Ingermanland” po raz ostatni nosił sztandar Piotra Wielkiego (który z tej okazji został mianowany admirałem floty). Car wydał wtedy specjalny rozkaz o ochronie liniowca jako historycznej pamiątki.
Jednak po śmierci Piotra I nastąpił okres upadku floty rosyjskiej. Liniowiec od 1725 roku nie wychodził w morze, przycumowany na stałe w Kronsztadzie. Na wpół zatopiony, został rozebrany w 1736 roku.

## Konstrukcja okrętu

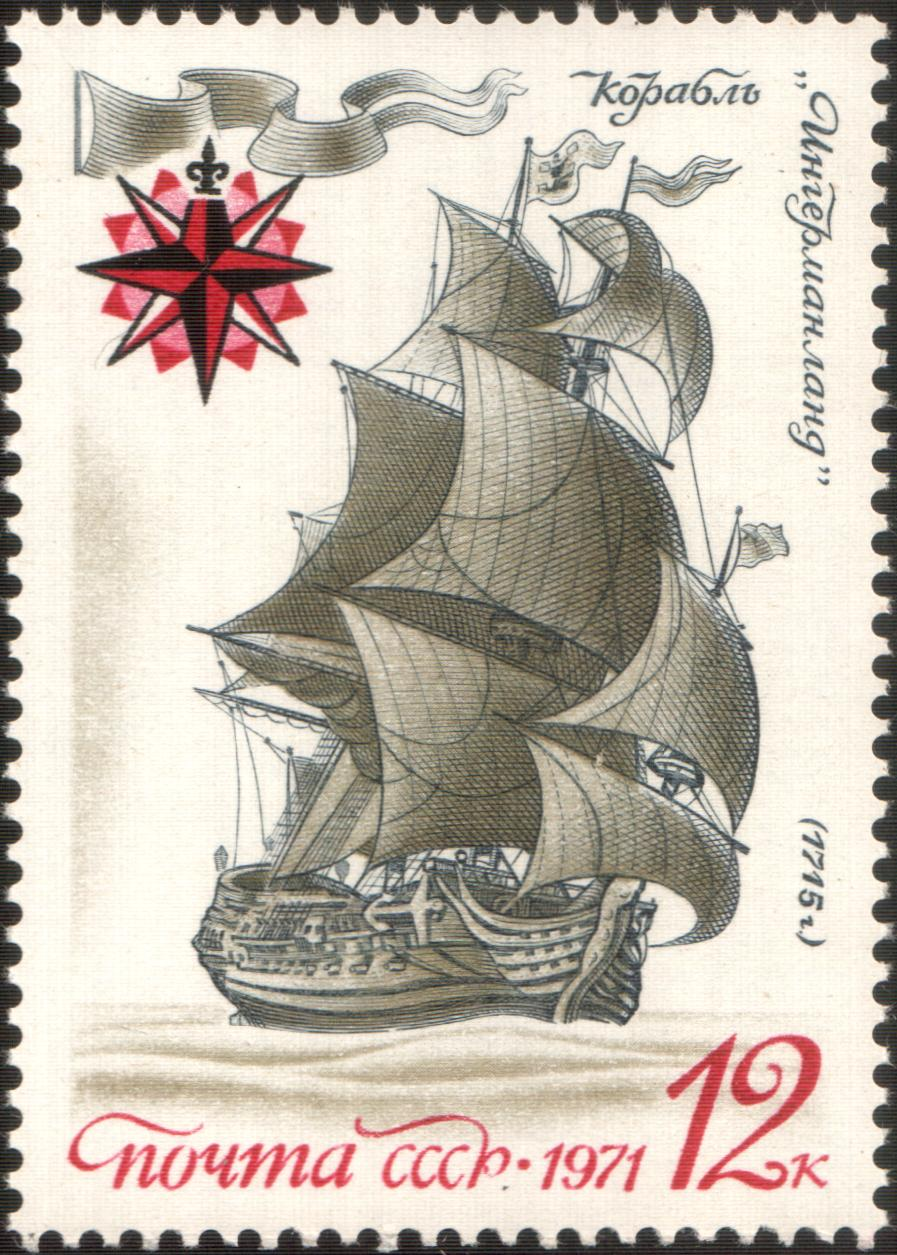

„Ingermanland” był trójmasztowym okrętem liniowym o dwóch pełnych pokładach bateryjnych. Zrównoważona konstrukcja zapewniała, przy relatywnie dużej wadze salwy burtowej (1104 funty), dużą dzielność morską, niezłą prędkość i zwrotność. Był to jeden z pierwszych rosyjskich okrętów wyposażonych w bombramstengi fokmasztu i grotmasztu, co znacząco zwiększało powierzchnie ożaglowania. Dużą wytrzymałość nadawały kadłubowi duże krzywizny burt na wysokości międzypokładu.
Uzbrojenie liniowca było rozmieszczone klasycznie, na burtach na dwóch pokładach bateryjnych i na kasztelach dziobowym i rufowym. Na dolnym pokładzie umieszczono 24 działa 30-funtowe, na międzypokładzie 24 działa 24-funtowe, zaś na kasztelach działa 4-funtowe: 4 na dziobie i 12 na rufie. Liczba dział zmieniała się nieznacznie w czasie służby okrętu.
Elementem charakterystycznym dla wszystkich okrętów epoki baroku, a dla „Ingermanlanda” niezwykle istotnym ze względu na pełnioną funkcję okrętu flagowego, było bogate zdobienie kadłuba. Całość rzeźb wykonana była przez rzemieślników rosyjskich według projektu i pod nadzorem Piotra I. Figura galionowa przedstawiała, jak zwykle w rosyjskich okrętach tej epoki, złoconego lwa trzymającego w łapach herb Rosji. Rufa okrętu w całości była pokryta alegorycznymi rzeźbami symbolizującymi potęgę floty carskiej, z umieszczonym w części centralnej monogramem Piotra Wielkiego.
Ze względu na bogate zdobnictwo i, być może, osobisty sentyment do własnego, udanego projektu, „Ingermanland” był ulubionym okrętem cara Wszechrusi.